# Lindmania steyermarkii
Lindmania steyermarkii (лат. Lindmania steyermarkii) — растение из рода Линдмания семейства Бромелиевые (лат. Bromeliaceae) подсемейства Питкерниевые (лат. Pitcairnioideae).

## Автор названия вида
Вид Lindmania steyermarkii был изучен и описан известным американским ботаником Лайманом Брэдфордом Смитом, который специализировался на семействе Бромелиевые.

## Распространение
Вид Lindmania steyermarkii встречается в Венесуэле, где он является эндемичным.